# Daïra de Djendel
La daïra de Djendel est une circonscription administrative algérienne située dans la wilaya d'Aïn Defla. Son chef-lieu est situé sur la commune éponyme de Djendel.

## Communes
La daïra regroupe les trois communes de Djendel, Birbouche et Oued Chorfa.